# Michael Mann (sociólogo)
Michael Mann (Reino Unido, 18 de mayo de 1942) es un sociólogo británico; profesor de sociología en la Universidad de California, Los Ángeles (UCLA) y profesor visitante en la Universidad Queen’s de Belfast. Tiene tanto la nacionalidad británica como la estadounidense.

## Datos académicos
Obtuvo su B.A. en Historia Moderna en la Universidad de Oxford en 1963 y el grado de doctor (D.Phil.) en sociología en la misma institución en el año 1971. Mann es también profesor visitante en la Universidad de Cambridge. 
Mann ha sido profesor de Sociología en la UCLA desde 1987, fue lector de Sociología de la London School of Economics and Political Science desde 1977 a 1987. Mann fue también miembro del Consejo Editor de la revista Social Evolution & History.

## Obra de Michael Mann
En 1984, Mann publicó The Autonomous Power of the State: its Origins, Mechanisms, and Results (El poder autónomo del Estado: sus orígenes, mecanismos y resultados) en la revista European Journal of Sociology. Este trabajo es la base para el estudio del poder despótico y el poder infraestructural del Estado moderno.
Entre las obras más destacadas de Mann están la monumental The Sources of Social Power (Las fuentes del poder social: El desarrollo de las clases y los Estados nacionales, 1760-1914) y  The Dark Side of Democracy El lado oscuro de la democracia, que abarca todo el siglo XX. También publicó El imperio incoherente: Estados Unidos y el nuevo orden internacional donde critica la Guerra contra el Terror (War on Terror) que emprendió Estados Unidos con el calificativo de torpe experimento del neoimperialismo y el neoconservadurismo.
Mann está trabajando actualmente en el libro Las fuentes del poder social: la Globalización, tercer volumen de la serie Las fuentes del poder social.
Uno de sus aportes más importantes ha sido la teoría del "Estado Embrollo" donde propone múltiples cristalizaciones que los Estados, más que todo del siglo XX, pueden presentar. Es importante mencionar que este autor para el desarrollo de su teoría retoma, sin embargo critica, las teorías marxistas, estatistas y pluralistas. Igualmente el aporte del sociólogo Max Weber es fundamental en cuenta a la territorialidad y al poder que son profundizadas. No comparte la concepción de que la burocracia dominó a los Estados modernos y para ello expone la diferenciación entre poder infraestructural y poder despótico que en su interacción generan cuatro organizaciones: feudal, burocrático, imperial/absolutista y autoritario. Lo anterior demuestra una interacción conceptual histórica donde los Estados modernos son fundamentales para la comprensión de los Estados-nacionales del siglo XX.

## Publicaciones escogidas
En inglés
- 1981 - Consciousness and Action Among the Western Working Class, ISBN 0-391-02268-7
- 1984 - The Autonomous Power of the State. European Sociology Archives
- 1986 - The Sources of Social Power: Volume 1, A History of Power from the Beginning to AD 1760, Cambridge University Press, ISBN 0-521-30851-8
- 1993 - The Sources of Social Power: Volume 2, The Rise of Classes and Nation States 1760-1914, Cambridge University Press, ISBN 0-521-44015-7
- 2003 - Incoherent Empire, Verso, ISBN 1-85984-582-7
- 2004 - Fascists.  Cambridge: Cambridge University Press, ISBN 0 521 53855 6.
- 2005 - The Dark Side of Democracy: Explaining Ethnic Cleansing. Cambridge: Cambridge University Press, ISBN 9780521538541.
- 2011 - Power in the 21st Century. Polity Press,  ISBN 9780745653228.

En español
- 1984 - El poder autónomo del estado: sus orígenes, mecanismos y resultados, Relaciones Internacionales, n.º 5, 2007.[2]
- 1991 - Las fuentes del poder social. 1, Una historia del poder desde los comienzos hasta 1760 d.c., Alianza, 770 págs.
- 1997 - Las fuentes del poder social. 2, El desarrollo de las clases y los Estados nacionales, 1760-1914, Alianza, 1069 págs.
- 2003 - El imperio incoherente: Estados Unidos y el nuevo orden internacional, Paidós.
- 2006 - Fascistas, Universitat de Valencia, 449 págs.
- 2009 - El lado oscuro de la democracia: un estudio sobre la limpieza étnica (traducción de Sofía Moltó Llorca), Universidad de Valencia, 662 págs.